# Breza (Klana)
 Breza  (olaszul: Bresa) falu Horvátországban, a Tengermellék-Hegyvidék megyében. Közigazgatásilag Klanához tartozik.

## Fekvése
Fiumétól 13 km-re északnyugatra, községközpontjától 4 km-re délnyugatra a község nyugati részén, a Klanáról Permani felé menő út mellett, erdők között fekszik. A község legkisebb és legtávolabbi települése.

## Története
Története során osztozott Klana és a környező települések sorsában. Lakói állattenyésztéssel, mezőgazdasággal, erdő gazdálkodással, mészégetéssel foglalkoztak. Évszázadokig az itt élők legnagyobb problémája a település vízzel való ellátása volt, ezért rendszerint ki voltak téve az időjárás szeszélyeinek. Ennek az állapotnak 2005-ben a vízvezeték építésével vetettek véget. 
A településnek 1857-ben 73, 1910-ben 135 lakosa volt. 2011-ben 60 lakosa volt. A település Permani felőli bejáratánál fűrésztelep működik.

## Lakosság
| Lakosság változása | Lakosság változása | Lakosság változása | Lakosság változása | Lakosság változása | Lakosság változása | Lakosság változása | Lakosság változása | Lakosság változása | Lakosság változása | Lakosság változása | Lakosság változása | Lakosság változása | Lakosság változása | Lakosság változása | Lakosság változása |
| ------------------ | ------------------ | ------------------ | ------------------ | ------------------ | ------------------ | ------------------ | ------------------ | ------------------ | ------------------ | ------------------ | ------------------ | ------------------ | ------------------ | ------------------ | ------------------ |
| 1857               | 1869               | 1880               | 1890               | 1900               | 1910               | 1921               | 1931               | 1948               | 1953               | 1961               | 1971               | 1981               | 1991               | 2001               | 2011               |
| 73                 | 0                  | 113                | 144                | 146                | 135                | 158                | 162                | 103                | 91                 | 83                 | 69                 | 59                 | 54                 | 53                 | 60                 |

## Nevezetességei
A Szeplőtelen fogantatás tiszteletére szentelt temploma. A templom egyhajós, apszisa alacsonyabb, mint a hajó magassága, alaprajza kívülről sokszögű, belül félköríves. A homlokzaton kialakított íves portált profilozott kőkeret és két téglalap alakú ablak szegélyezi. A homlokzatot háromszögletű oromzat zárja, rajta körablakkal. Az oromzat felső sarkán kettős harangdúc, tetején pedig ugyanabból az anyagból készült hatalmas kereszt található. Az oldalsó falakat két, félköríves áthidalókkal ablak tagolja, egy másik ilyen ablak pedig az apszis északi falán található. A diadalív tetején az 1908-as év áll, ami valószínűleg az építés évéről tanúskodik.